# Музей Волинської ікони
Музей Волинської ікони в Луцьку — відділ Волинського краєзнавчого музею, єдиний в Україні музей, який представляє самобутню регіональну школу волинського іконопису. В ньому експонуються як власне ікони, так і шати ікон, церковне начиння, царські врата, кіоти ікон, скульптури.
Створення колекції пов'язане з іменем відомого українського мистецтвознавця Павла Жолтовського (1904—1986), який очолював наукові експедиції Волинського краєзнавчого музею 1980-х років з вивчення та збору історичних і культурних пам'яток у храмах Волині. З 2001 року музей розташований в окремій будівлі.

## Історія
У 1970—1980 роках працівники Волинського краєзнавчого музею здійснили низку наукових експедицій храмами Волині, як діючими, так і закритими. Вони зібрали колекцію пам'яток іконопису XVI—XVIII ст., дерев'яних скульптур, хрестів та інших речей релігійного вжитку. Спочатку її зберігали в приміщеннях кафедрального собору Святих Апостолів Петра і Павла, де за Радянського Союзу діяв Музей історії релігії та атеїзму. В 1991 році храм повернули католикам і в краєзнавчому музеї вирішили створити окремий відділ, присвячений конкретно іконам.
Оскільки в Волинському краєзнавчому музеї бракувало вільних приміщень, у 1991 році для Музею волинської ікони орендували два поверхи в будівлі обласного управління Служби безпеки України на проспекті Перемоги, 4. В першу експозицію увійшли 59 ікон. Від 1994 у музеї проводяться міжнародні наукові конференції, присвячені сакральному мистецтву Волині. В 1999 році почалися нові експедиції для збору експонатів, що тривали до 2005 року.
У вересні 2000 року музей отримав Холмську ікону Пресвятої Богородиці. Її подарувала Надія Горлицька, родина якої евакуювала ікону з Холмщини до Волині під час II світової війни. Ця ікона стала головним експонатом музею.
З нагоди 10-річчя проголошення Незалежності України 2001 року музей ікони отримав окрему будівлю, спроєктовану та збудовану спеціально для нього. Її відкрили 17 червня 2001 року, на церемонію прибув тодішній президент України Леонід Кучма.
Упродовж 2001—2008 років формувалася колекція надбанних хрестів XVII — XX століть.
З початком російського повномасштабного вторгнення експозицію музею повністю зняли та перемістили до сховища. В травні 2022 року музей відновив роботу, але з акцентом на сучасних іконах, а найцінніші експонати замінені копіями.

## Експозиція
Експозицію складають понад 100 ікон і кілька десятків предметів дерев'яного різьблення XVI—XVIII ст., такі як царські врата «Древо Єсея», фігурки ангелів та святих. Головний експонат — Холмська ікона Пресвятої Богородиці, унікальний витвір візантійського мистецтва XI—XІI ст. Для цієї ікони облаштовано окрему залу (з 2022 року експонується її копія). Ікона Холмської Богородиці є святинею для православних, католиків та греко-католиків.
Серед інших шедеврів — «Спас у славі» (XVI ст.), «Спас» (I пол. XVII ст.), роботи «Волинського іконописця 1630 р.». В експозиції присутні роботи Йова Кондзелевича — одвірки дияконських та царських врат 1696 р., ікони «Спас Вседержитель» та «Святий Георгій», фрагменти пророчого ряду іконостасу.
У фондах зберігається ще 2500 зразків сакрального мистецтва.
Щороку влаштовуються виставки з музейних фондів та приватних колекцій.

## Галерея

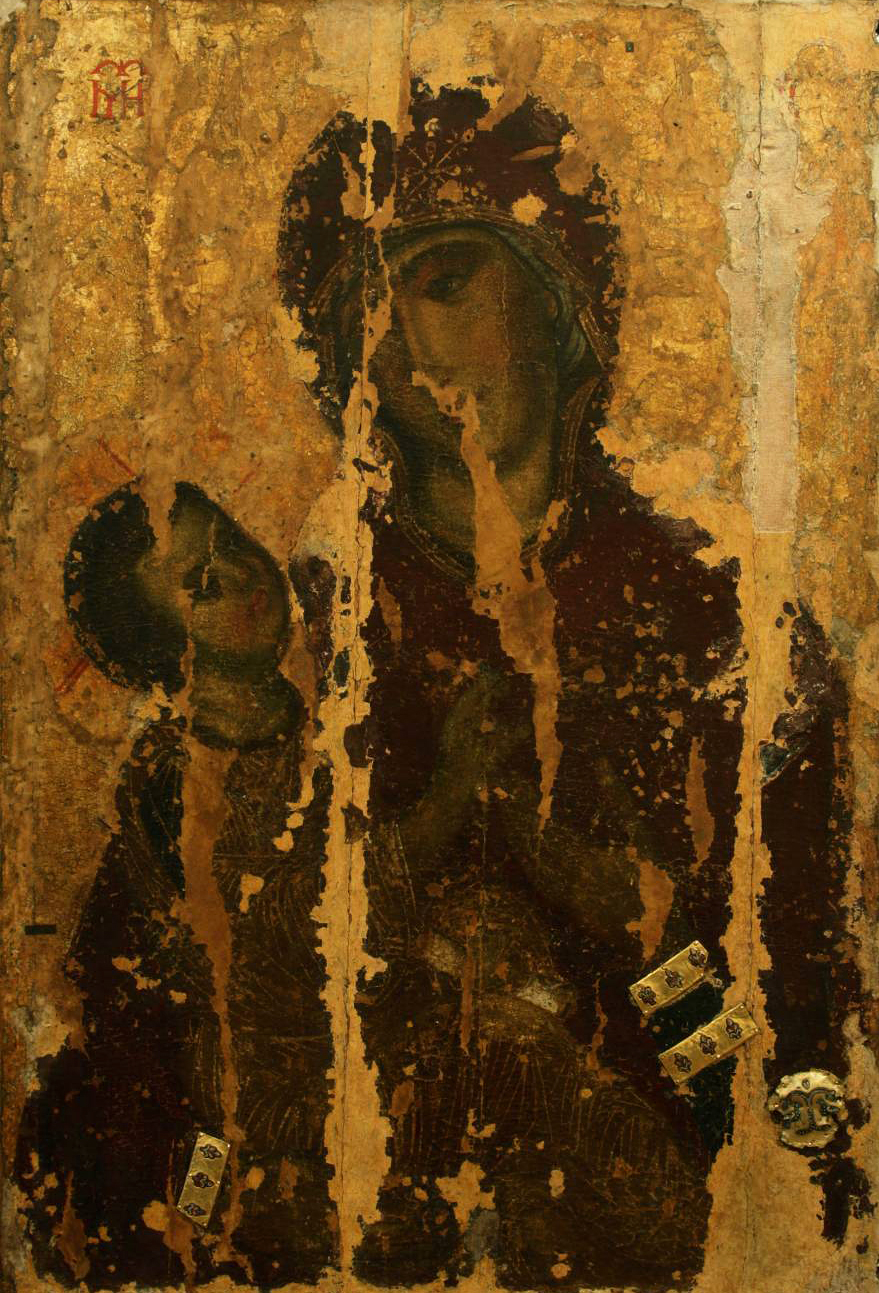
Холмська ікона Пресвятої Богородиці, XI—XІI ст.
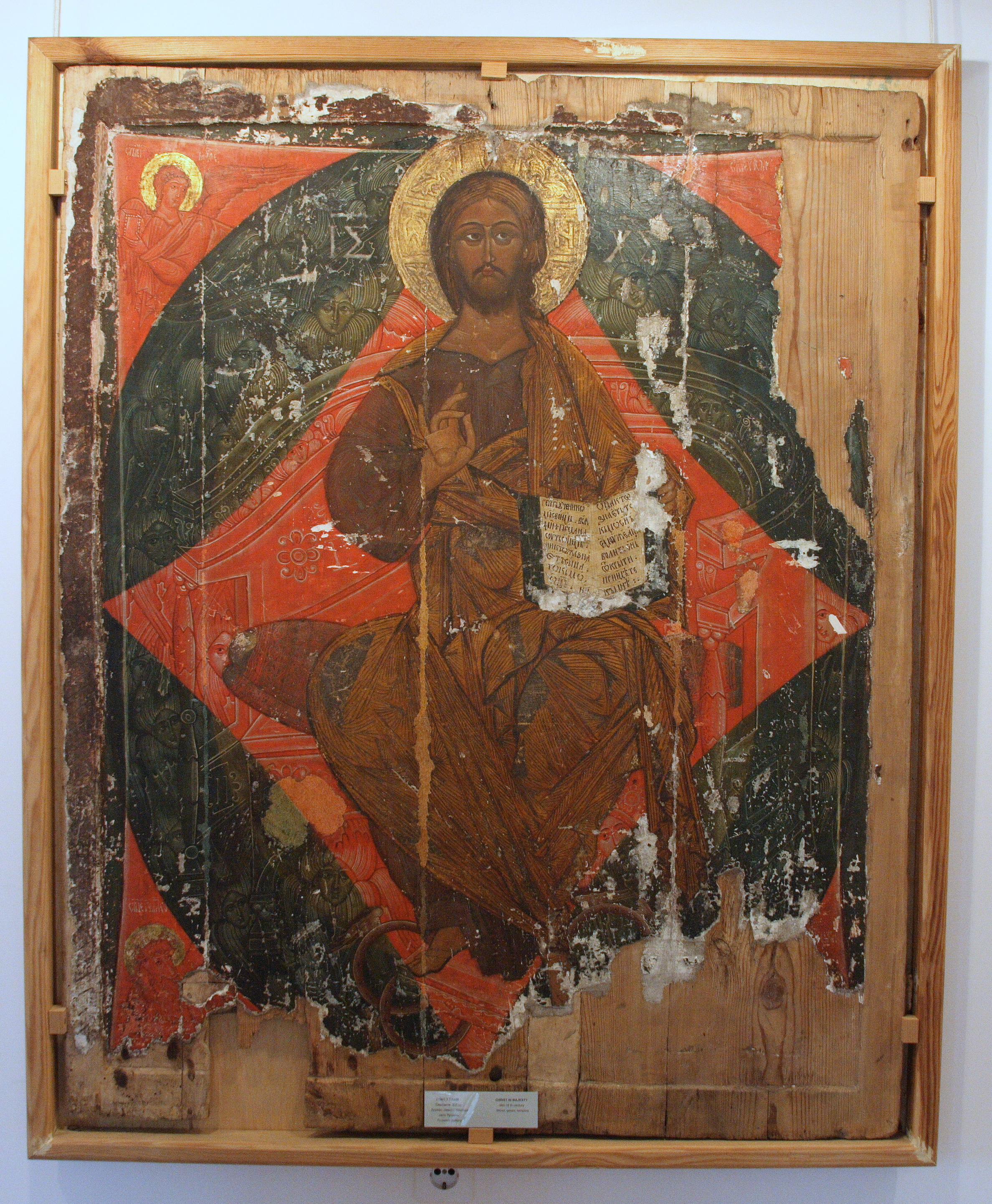
«Спас у славі», XV ст.
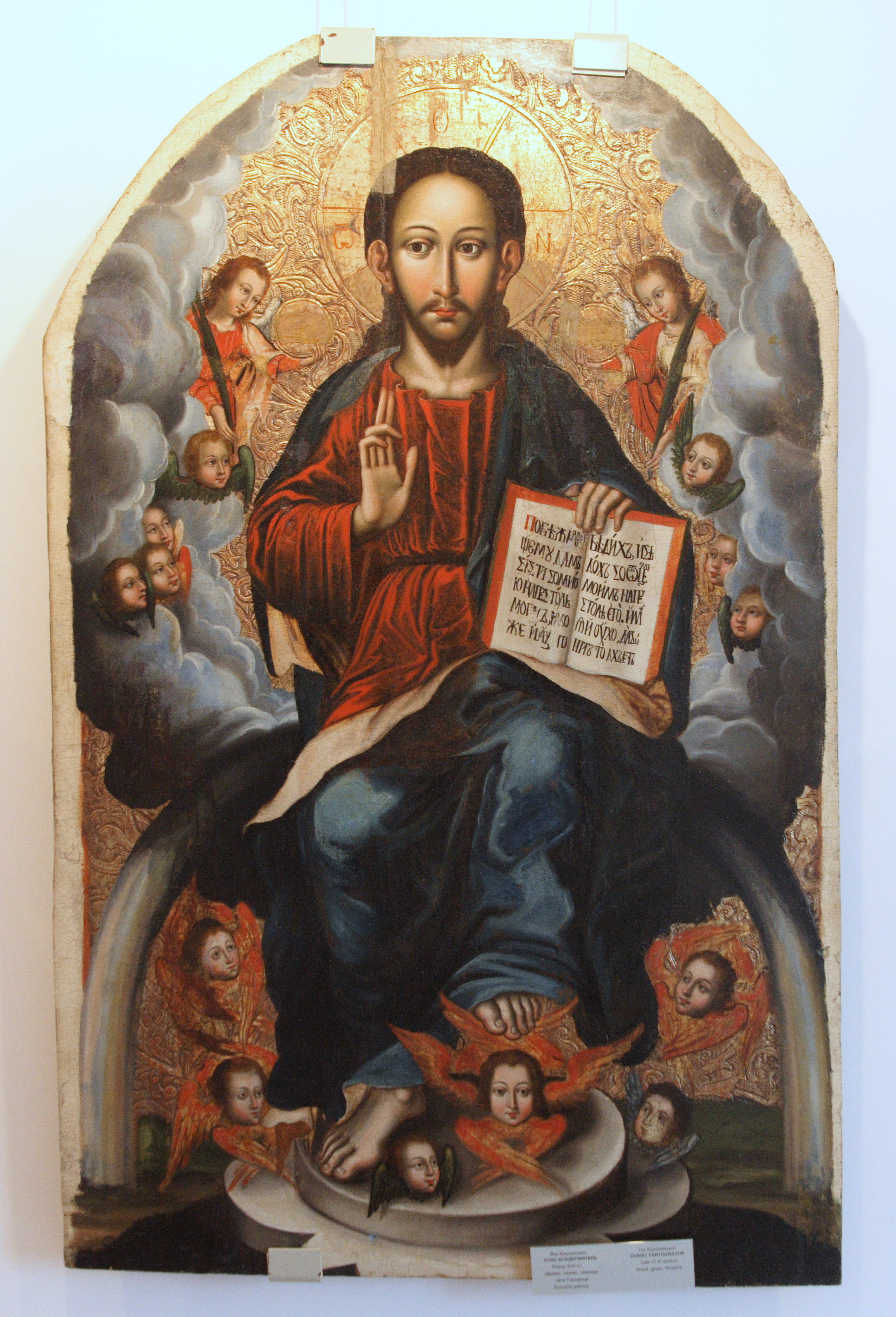
«Спас Вседержитель» Йова Кондзилевича, кінець XVII ст.
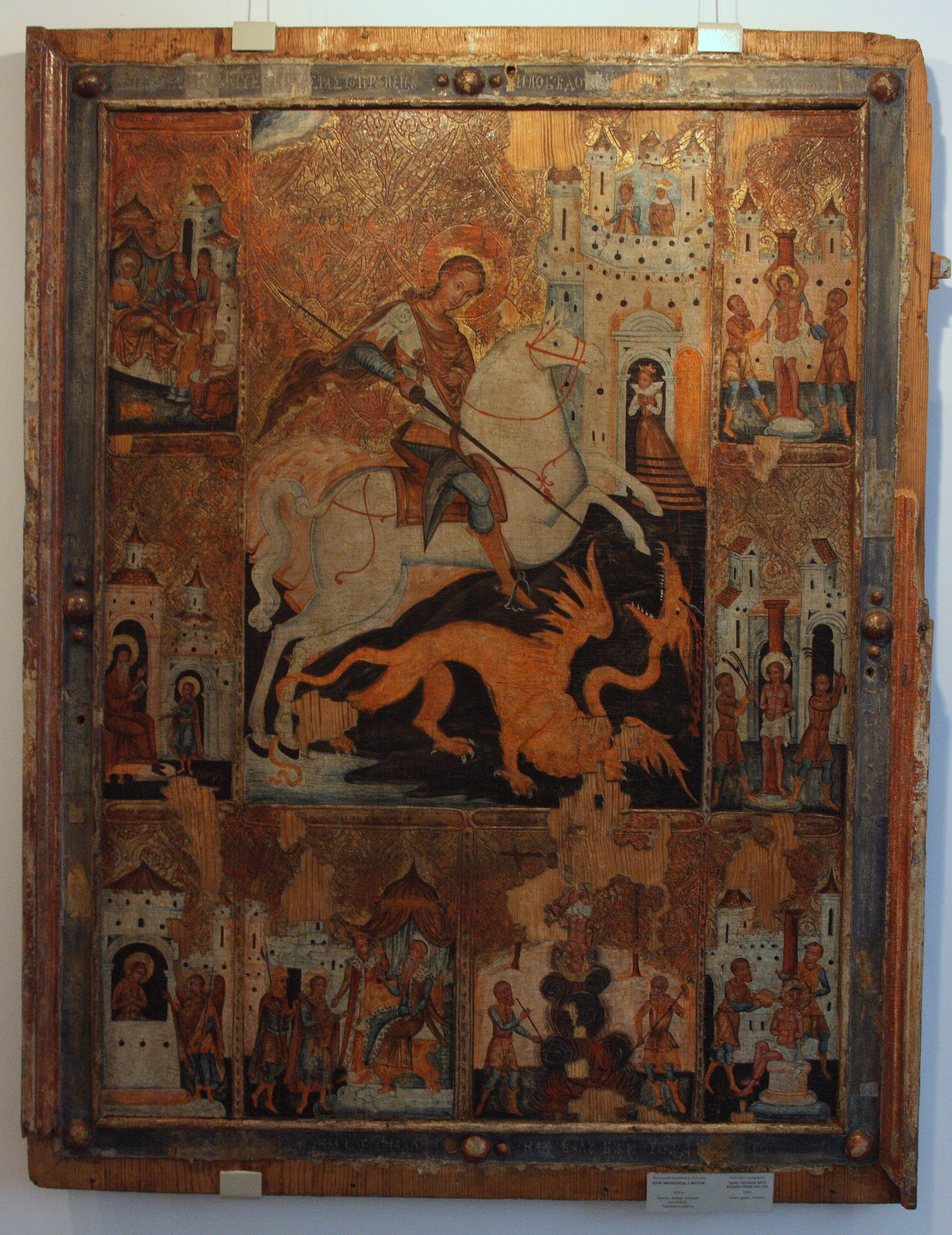
Святий Георгій з житієм, 1630 р.